# Городищенское сельское поселение (Тверская область)
Городищенское се́льское поселе́ние — упразднённое муниципальное образование в составе Бежецкого района Тверской области, существовавшее в 2005 — 2023 годах.
Центр поселения — деревня Городищи.

## Географические данные
- Общая площадь: 109,7 км²
- Нахождение: восточная часть Бежецкого района
  - Граничит:
    - на севере — с Борковским СП
    - на востоке — с Сонковским районом, Горское СП и Беляницкое СП
    - на юге — с Сукроменским СП и Зобинским СП
    - на западе — с городским поселением город Бежецк

Главная река — Остречина.

Поселение пересекают железнодорожная линия Бологое — Сонково — Рыбинск и автодорога «Вышний Волочёк—Бежецк—Сонково».

## История
Образовано в 2005 году, включило в себя территорию Городищенского сельского округа.
Законом Тверской области от 13 апреля 2023 года № 15-ЗО муниципальное образование было упразднено с включением всех населённых пунктов в состав Бежецкого муниципального округа.

## Население
| 2005  | 2008  | 2010  | 2011 | 2012  | 2013  | 2014  |
| ----- | ----- | ----- | ---- | ----- | ----- | ----- |
| 1286  | ↘1168 | ↘1031 | ↘679 | ↗1018 | ↘1013 | ↗1025 |
| 2015  | 2016  | 2017  | 2018 | 2019  | 2020  | 2021  |
| ↘1017 | ↘1004 | ↘987  | ↘967 | ↘961  | ↗970  | ↘810  |

По переписи 2002 года — 1176 человек, на 01.01.2008 — 1168 человек.

## Состав сельского поселения
В состав сельского поселения входят 26 населённых пунктов:
| №  | Населённый пункт | Тип     | Население |
| -- | ---------------- | ------- | --------- |
| 1  | Вьюгово          | деревня | →1        |
| 2  | Городищи         | деревня | ↘342      |
| 3  | Городок          | деревня | ↘0        |
| 4  | Зиновьево        | деревня | ↘1        |
| 5  | Княжево          | село    | ↗45       |
| 6  | Кулишка          | деревня | ↘1        |
| 7  | Ляхово           | деревня | ↘0        |
| 8  | Малые Городищи   | деревня | ↘29       |
| 9  | Малышево         | деревня | ↘1        |
| 10 | Мокрявицы        | деревня | ↘5        |
| 11 | Новая Деревня    | деревня | ↘37       |
| 12 | Новая Слобода    | деревня | ↘11       |
| 13 | Орлиха 2-я       | деревня | →0        |
| 14 | Орлиха 3-я       | деревня | ↘20       |
| 15 | Плотавец         | деревня | →0        |
| 16 | Погорелка        | деревня | ↘23       |
| 17 | Подобино         | деревня | ↘376      |
| 18 | Пыли             | деревня | →0        |
| 19 | Речки            | деревня | ↘19       |
| 20 | Ругатино         | деревня | ↗37       |
| 21 | Старово          | деревня | ↘20       |
| 22 | Узуново          | деревня | ↗15       |
| 23 | Ульянова Гора    | деревня | ↘18       |
| 24 | Федяево          | деревня | →0        |
| 25 | Чулкино          | деревня | →0        |
| 26 | Чурилково        | деревня | ↘24       |

### Бывшие населенные пункты
В 1998 году исключена из учётных данных деревня Крутец.

Ранее исчезли деревни: Башутино, Бор-Киселево, Глазово, Дмитровка и другие.

## История
В XIII—XIV вв. территория поселения относилась к Бежецкому Верху Новгородской земли.
В XV веке присоединена к Великому княжеству Московскому.

С XVIII века территория поселения входила:
- в 1708—1727 гг. в Санкт-Петербургскую (Ингерманляндскую 1708—1710 гг.) губернию, Углицкую провинцию,
- в 1727—1775 гг. в Московскую губернию, Углицкую провинцию,
  - в 1766 г. Бежецкий Верх переименован в Бежецкий уезд,
- в 1775—1796 гг. в Тверское наместничество, Бежецкий уезд,
- в 1796—1929 гг. в Тверскую губернию, Бежецкий уезд,
- в 1929—1935 гг. в Московскую область, Бежецкий район,
- в 1935—1990 гг. в Калининскую область, Бежецкий район,
- с 1990 в Тверскую область, Бежецкий район.

В конце XIX — начале XX века большинство деревень поселения относились к Княжевской волости Бежецкого уезда.